# Gymnothorax pictus
Gymnothorax pictus es una especie de pez de la familia de los morénidas en el orden de los Anguilliformes.

## Morfología
Los machos pueden llegar a alcanzar los 140 cm de longitud total.

## Distribución geográfica
Se encuentra desde el África Oriental hasta las Islas Galápagos, las Hawái, las Islas Ryukyu y Australia.